# Samy S. Lynn
Sandra Marín Sáez (28 de julio de 1981 - 19 de julio de 2017, Valencia, España) fue una escritora de romances fantásticos más conocida bajo el seudónimo de Samy S. Lynn

## Biografía
Sandra Marín Sáez (Samy S. Lynn) nació en Valencia, el  28 de julio de 1981, España. Escritora volcada en la novela rosa, los romances fantásticos y el erotismo.
Comenzó publicando sus relatos en numerosos blogs, hecho que le animo en 2002 a publicar su primera novela erótica llamada Descubriendo un nuevo mundo, basada en una historia real, la historia de Domina Healine.
En julio de 2012 comenzó a escribir su primera saga La Balanza de la que en abril del año siguiente salió la primera parte bajo el título de Viviendo en la oscuridad.
En sus comienzos colaboró con relatos breves con la revista digital de Ediciones MA y el periódico digital canarias3puntocero.
En diciembre de 2012 participa en el Certamen de Microrrelatos del Fin del Mundo, convocado por el Portal del Escritor, quedando en 2.º puesto.
En febrero de 2013 participa en el I Certamen Literario Divalentis, quedando dentro de los 150 relatos que forman parte del libro 150 Rosas, publicado en marzo de ese mismo año.
En mayo de 2013 se publica en versión digital el primer número de la revista Letras Enlazadas, siendo directora/fundadora. Participa con relatos y reseñas en varios números.
En marzo de 2014 participa en el II Certamen Literario Divalentis, quedando dentro de los 152 relatos que forman parte del libro 152 Rosas, publicado en abril de ese mismo año.
En julio de 2014 publica el libro solidario La Lucha. Basado en una historia real sobre la enfermedad del Síndrome de Sturge Weber.
En agosto de 2014, en el 1.er aniversario de Ediciones Ortiz, presenta Amor en las Sombras. Novela romántica-policíaca que abre la colección Balas de Pasión publicada por la mencionada editorial.
En noviembre de 2014 presentó la novela Destino durante el I Congreso de Novela Romántica de San Sebastián de los Reyes, Madrid.
En noviembre de 2015 publica la novela Lunaris.
Fallece el 19 de julio de 2017 a los 35 años de edad, en la ciudad de Valencia (España).